# Carl Vilhelm Trenckner
Carl Vilhelm Trenckner (født 26. februar 1824 i København, død 9. januar 1891) var en dansk orientalist.

## Liv og virke
Trenckner var søn af en indvandret tysker og blev efter at have gået i den tyske skole privat dimitteret til universitetet 1841; han studerede først en tid klassisk filologi under Madvig, men tog aldrig nogen embedseksamen, da hans Interesse snart vendte sig mod studiet af de semitiske sprog (særlig arabisk, syrisk, æthiopisk, persisk og pehlevi), i hvilke han opnåede stor færdighed.
Senere udstrakte han også sine studier til sanskrit og andre indiske sprog, og efter fremkomsten af Fausbølls Dhammapada (1855) helligede han sig for fremtiden udelukkende til studiet af pali og den buddhistiske litteratur. I løbet af 30 år gennemgik og afskrev han næsten alle de vigtigere pali-håndskrifter i de københavnske biblioteker og anlagde store og værdifulde materialsamlinger til et pali-leksikon og grammatik, som han desværre ikke fik fuldendt; på grund af sin alsidige lærdom og store skarpsindighed regnedes han blandt de allerypperste forskere i sit fag, og hans udgaver af buddhistiske tekster anses af alle som sande mønstre for den slags arbejder.
Fra 1860 var Trenckner lærer i sprog ved Vajsenhuset i København, i hvilken stilling han virkede indtil sin død. Hans store og værdifulde manuskriptsamling blev indlemmet i Universitetsbiblioteket.

## Forfatterskab
De af ham udgivne trykte arbejder er: Pali Miscellany, del I (London 1879; de hertil hørende sproglige og kritiske noter blev udgivne på ny med et register af Dines Andersen i Journal of the Pali Text Society 1908 s. 102—151), The Milindapañho: being Dialogues between King Milinda and the Buddhist Sage Nagasena (London 1880), The Majjhima-Nikaya (bind 1, London 1888, Pali Text Society). Hans efterladte leksikalske samlinger blev fortsatte og bearbejdede i A critical Pali Dictionary, begun by V. Trenckner, revised, continued and edited by Dines Andersen and Helmer Smith, vol. 1, part 1. Published by the Royal Danish Academy, Copenhagen 1924—26 (tillige med en udførlig biografi af Trenckner).